# Szwoleżerowie gwardii (powieść)
Szwoleżerowie gwardii – ostatnia z trzech powieści historycznych Wacława Gąsiorowskiego składających się na „Trylogię napoleońską”, opublikowana w 1910 roku. Akcja powieści toczy się w 1812 roku, w okresie kampanii moskiewskiej Napoleona.
Szwoleżerowie gwardii są kontynuacją dwóch pierwszy części „Trylogii napoleońskiej”: powieści Huragan i  Rok 1809.

## Treść
Jest rok 1812. W Księstwie Warszawskim trwają przygotowania do wojny z Rosją. Bohaterowie znani z Huraganu, Florian Gotartowski, Zosia Dziewanowska oraz Maciej i Joanna Żubr, ruszają by wraz z Napoleonem walczyć o wyzwolenie całości ziem Rzeczypospolitej.